# Диадохи
Диадохи (на гръцки: διάδοχος, диадохос – „приемник“) e термин, употребяван за елинистическите владетели, поделили помежду си огромната империя на Александър Велики след неговата смърт през 323 г. пр. Хр. Това са пълководците Антипатър, Птолемей, Селевк, Лизимах, Антигон и др. Те водят няколко войни помежду си за Александровото наследство. Войните продължават и при техните наследници.